# Peter Kapschutschenko
Peter Kapschutschenko (în ucraineană Петро Савич Капшученко, transliterat: Petro Savîci Kapșucenko, cunoscut și ca Pedro Enko; n. 27 septembrie 1915, Ekaterinoslav, Imperiul Rus – d. 17 noiembrie 2006, New Jersey, SUA) a fost un artist și sculptor avangardist ucraineano-american⁠(d). Printre lucrările sale se numără monumentele de bronz ale mitropolitului Vasîl Lîpkivskîi⁠(d) (1983) și Sfintei Olga din Kiev (1987), care sunt amplasate pe teritoriul Bisericii Sfântul Andrei din South Bound Brook⁠(d).

## Biografie
Kapschutschenko a studiat sculptura în orașul său natal, la Institutul de Arte Frumoase din Dinpropetrovsk. În 1941, la vârsta de 26 de ani, a fost dus într-un lagăr de muncă din Germania în timpul ocupației Ucrainei. După război, a rămas într-o tabără de persoane strămutate din Regensburg până în 1949, după care s-a stabilit în Argentina. Acolo a devenit cunoscut sub numele Pedro Enko. A continuat să se ocupe cu sculptura și a fost numit membru de onoare al Universității Umaniste Libere din Buenos Aires pentru contribuțiile remarcabile la cultura Argentinei.
În 1963, Kapschutschenko, împreună cu soția sa, Zoja, și cu fiica lor, Ludmila, s-au mutat în orașul Philadelphia din Statele Unite ale Americii. A predat la Studioul de Artă Ucraineană din Philadelphia. A fost membru al Asociației Artiștilor Ucraineni din SUA⁠(d) și a făcut parte din comitetul de conducere al acesteia. Către anii 1990, sculptura sa a fost prezentată în zeci de expoziții din America de Nord. După proclamarea independenței Ucrainei, Kapschutschenko a avut o serie de expoziții personale la muzeele ucrainene, printre care Academia Ostroh⁠(d) și Muzeul Național „Taras Șevcenko”⁠(d). În 2005, a fost decorat cu Ordinul de Merit⁠(d) de către președintele Viktor Iușcenko.

## Operă
Kapschutschenko a realizat aproximativ 7.000 de lucrări din teracotă, bronz, porțelan și alte materiale. De-a lungul carierei sale, s-a concentrat pe motivele ucrainene, apelând deseori la momente din viața cazacilor. Kapschutschenko a mai creat sculpturi ale unor figuri ucrainene importante, precum Ivan Mazepa și Taras Șevcenko.

## Colecții publice
Printre colecțiile publice care conțin lucrări ale lui Petro Kapschutschenko se numără:
- Muzeul Ucrainean din New York⁠(d)
- Centrul Expozițional al Ucrainei⁠(d)
- Universitatea Națională a Academiei Ostroh⁠(d)[7]
- Centrul de Istorie și Educație Ucraineană⁠(d) din Somerset, New Jersey⁠(d)[8]